# Hugo Landsberger

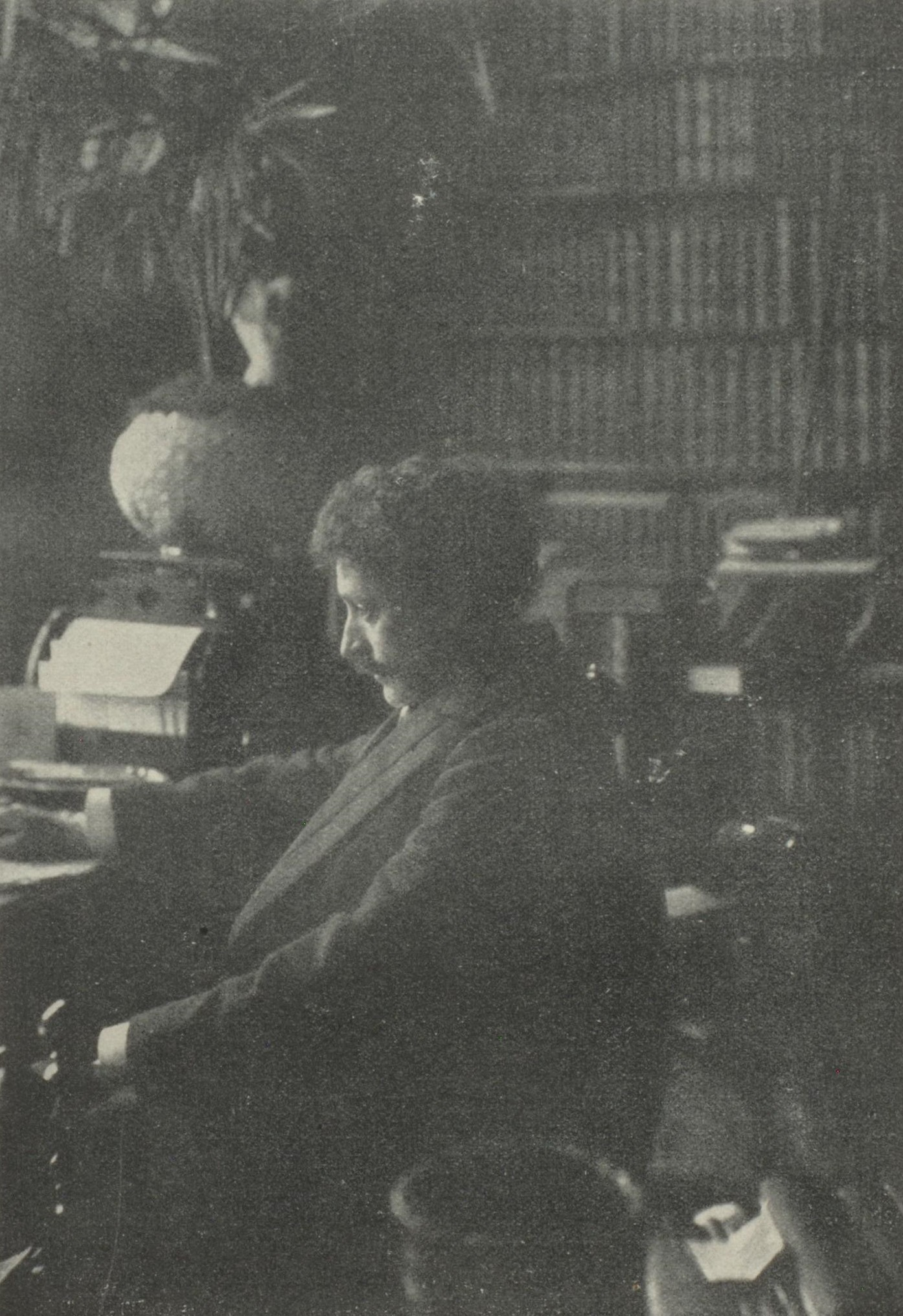
Josef Kainz: Hans Land

Hugo Landsberger (Pseudonym: Hans Land, * 25. August 1861 in Berlin; † 31. August 1939 ebenda) war ein deutscher Schriftsteller.

## Leben
Hugo Landsberger war ein Sohn des Rabbis Julius Landsberger. Hugo Landsberger besuchte das Joachimsthaler Gymnasium in Berlin. Nach bestandener Reifeprüfung begann er eine kaufmännische Ausbildung, die er jedoch abbrach; stattdessen studierte er Literaturwissenschaft und Geschichte an den Universitäten in Leipzig und Berlin. Er stand in Kontakt zur Arbeiterbewegung; die Tatsache, dass er Vorträge vor Arbeitervereinen gehalten hatte, führte zu seiner Relegation von der Berliner Universität. Landsberger verlegte sich auf das Verfassen literarischer Werke, die er unter dem Pseudonym „Hans Land“ veröffentlichte und die teilweise als Vorabdruck in sozialdemokratischen und syndikalistischen Zeitungen erschienen. Er pflegte Verbindungen zur naturalistischen Bewegung (unter anderem zum Friedrichshagener Dichterkreis) und unterstützte die Volksbühnenbewegung. Landsberger verband eine enge Freundschaft mit dem Schauspieler Josef Kainz. Seit 1901 war er mit der Schauspielerin Lola Rameau verheiratet.
Von 1898 bis 1901 gab Hugo Landsberger die wöchentlich erscheinende Zeitschrift Das neue Jahrhundert heraus. Ab 1905 war gehörte er der Redaktion von Reclams Universum an. Von 1909 bis 1911 war er Vorstandsmitglied  der Neuen Freien Volksbühne. Seit den 1920er-Jahren lebte er in Berlin-Halensee. Er starb dort 1939 in seiner Wohnung am Kronprinzendamm 11 an einer vergrößerten Vorsteherdrüse.
Hugo Landsberger war Verfasser von Romanen, Erzählungen und Theaterstücken, die anfangs stark vom sozialen Engagement des Autors geprägt waren. Spätere Werke wie die erfolgreichen Bände Stürme und Staatsanwalt Jordan sind eher der Unterhaltungsliteratur zuzurechnen. Seit 1913 war Landsberger auch für den Film tätig; er schrieb zahlreiche Drehbücher zu Spielfilmen, spielte in einigen Filmen als Darsteller mit und führte 1913 bei dem Film Stürme Regie.

## Werke
- Die am Wege sterben, Berlin 1889
- Amor Tyrannus, Berlin 1889
- Stiefkinder der Gesellschaft, Berlin 1889
- Der neue Gott, Dresden [u. a.] 1891
- Sünden ..., Berlin [u. a.] 1892
- Die heilige Ehe, Berlin 1893 (zusammen mit Felix Hollaender)
- Die Richterin, Berlin 1893
- Mutterrecht, Berlin 1894
- Die Tugendhafte, Berlin 1895
- Um das Weib, Berlin 1896
- Schlagende Wetter, Berlin [u. a.] 1897
- Von zwei Erlösern, Berlin 1897
- Und wem sie just passieret ..., Berlin 1899
- Liebesopfer, Berlin 1900
- Bande!!, Berlin 1902
- Sonnenwende und andere Novellen, Berlin [u. a.] 1904
- Artur Imhoff, Berlin 1905[3]
- Fäulein Gelbstern, Berlin 1905
- Ja – die Liebe, Wien [u. a.] 1906
- Königliche Bettler, Berlin 1906
- Stürme, Berlin 1909
- Flammen und andere Geschichten, Berlin 1911
- Alfred von Ingelheims Lebensdrama, Breslau 1914
- Staatsanwalt Jordan, Berlin 1915
- Friedrich Werders Sendung, Berlin 1917
- Das goldene Friedelchen, Berlin [u. a.] 1917
- Wanda, Berlin 1917
- Das Mädchen mit dem Goldhelm, Berlin 1918
- Flammen aus der Tiefe, Breslau [u. a.] 1919
- Spartacus, Hamburg 1919
- Tyrannei der Schatten, Hamburg [u. a.] 1919
- Der Liebe Golgatha, Hamburg 1921
- Mutas Glück und Schuld, Berlin [u. a.] 1921
- Der Aufstand des Spartacus, Leipzig 1922
- Entgleist, Berlin 1922
- Der Fall Gehrsdorf, Stuttgart [u. a.] 1922
- Das Mädchen aus dem goldenen Westen, Stuttgart [u. a.] 1922
- Flammen, Mosaik Verlag, Berlin 1923
- Liebe ohne Grenzen, Berlin 1924
- Des Königs Pflegesohn, Berlin-Schöneberg 1925
- Der Liebeskäfig, Berlin 1925
- Die singende Hand, Berlin-Schöneberg 1926
- Der Fechter von Capua, Berlin-Schöneberg 1927
- Alexander Forescu, München 1928
- Mayas Traum und Erwachen, Leipzig 1928
- Kampf um Eva, Berlin 1930

## Filmdrehbücher und Vorlagen
- 1916: Friedrich Werders Sendung
- 1916: Das goldene Friedelchen
- 1917: Königliche Bettler
- 1917: Der Richter
- 1917: Die Richterin
- 1918: Der junge Goethe
- 1918: Der Ring der drei Wünsche, zusammen mit Emil Rameau
- 1918: Die singende Hand
- 1918: Die Sünde
- 1922: Die Kleine vom Film
- 1922: Das Mädchen aus dem goldenen Westen, zusammen mit Hans Werckmeister
- 1923: Die Affäre der Baronesse Orlowska, zusammen mit Hans Werckmeister
- 1925: Der Liebeskäfig, zusammen mit Helmuth Ortmann
- 1926: Staatsanwalt Jordan
- 1926: Wenn das Herz der Jugend spricht
- 1927: Die Hochstaplerin